# Symphony Center (Chicago)
Symphony Center es un complejo musical en Chicago, Illinois sede de la Chicago Symphony Orchestra y de la Chicago Sinfonietta.
El Orchestra Hall fue construido en 1904 y fue diseñado por Daniel Burnham. 
En sus primeros años fue usado como cine durante el verano, mientras la orquesta tocaba en su sede veraniega del Festival de Ravinia. 